# 克叙尔
克叙尔（法語：Xures）是法国默尔特-摩泽尔省的一个市镇，属于吕内维尔区。

## 地理
克叙尔（48°41'22"N, 6°39'22"E）面积6.98 平方千米，位于法国大東部大區默尔特-摩泽尔省，该省份为法国东北部内陆省份，是洛林的一部分，北邻比利时、卢森堡，北起顺时针与摩泽尔省、下莱茵省、孚日省和默兹省接壤。
与克叙尔接壤的市镇（或旧市镇、城区）包括：拉加尔德、蒙库尔、宽库尔、昂贝尔梅尼勒、穆阿库尔。

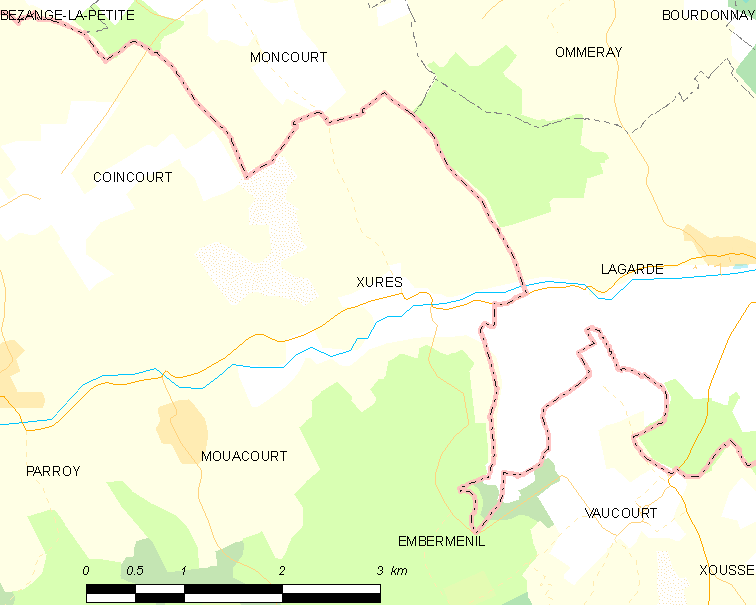
克叙尔的OSM定位图

克叙尔的时区为UTC+01:00、UTC+02:00（夏令时）。

## 行政
克叙尔的邮政编码为54370，INSEE市镇编码为54601。

## 政治
克叙尔所属的省级选区为巴卡拉县。

## 人口

1962-2008年间克叙尔人口变化图示

克叙尔于2022年1月1日时的人口数量为92人。